# NGC 4470
NGC 4470 (ook: NGC 4610) is een spiraalvormig sterrenstelsel in het sterrenbeeld Maagd. Het hemelobject werd op 23 januari 1784 ontdekt door de Duits-Britse astronoom William Herschel.

## Synoniemen
- IRAS 12270+0806
- UGC 7627
- VCC 1205
- MCG 1-32-82
- ZWG 42.132
- PGC 41189